# Sybille Bammer
Sybille Bammer (Linz, 27 de abril de 1980) é uma ex-tenista profissional da austríaca. foi 19° em simples pela da WTA.
Bammer chegou às quartas de final dos Jogos de Pequim 2008, onde perdeu em 3 sets para Vera Zvonareva: 6–3, 3–6, 6–3.

## WTA Finais (11)

### Simples (11)
| Legenda: Antes de 2009 | Legenda: Depois de 2009 |
| ---------------------- | ----------------------- |
| Grand Slam (0)         |                         |
| WTA Championships (0)  |                         |
| Tier I (0)             | Premier Mandatory (0)   |
| Tier II (0)            | Premier 5 (0)           |
| Tier III (0)           | Premier (0)             |
| Tier IV & V (1)        | International (1)       |
| ITF Circuito (9)       |                         |

| N.  | Data              | Torneio                        | Piso   | Oponente            | Placar        |
| --- | ----------------- | ------------------------------ | ------ | ------------------- | ------------- |
| 1.  | 27 Janeiro 2002   | Grenoble, França               | Duro   | Virginie Pichet     | 6–4, 6–4      |
| 2.  | 2 Junho 2002      | Mostar, Bósnia & Herzegóvina   | Saibro | Zuzana Kučová       | 2–6, 6–4, 7–5 |
| 3.  | 18 Agosto 2002    | Innsbruck, Áustria             | Saibro | Barbora Strýcová    | 6–2, 6–3      |
| 4.  | 12 Outubro 2003   | Jersey, Grã-Bretanha           | Duro   | Sofia Arvidsson     | 7–6(1), 6–2   |
| 5.  | 19 Outubro 2003   | Cardiff, Grã-Bretanha          | Duro   | Irina Boulykina     | 6–0, 6–2      |
| 6.  | 2 Novembro 2003   | Nottingham, Grã-Bretanha       | Duro   | Kirsten Flipkens    | 6–4, 3–6, 6–2 |
| 7.  | 21 Dezembro 2003  | Valašské Meziříčí, Rep. Tcheca | Duro   | Lucie Šafářová      | 6–4, 6–1      |
| 8.  | 26 Junho 2005     | Fontanafredda, Itália          | Saibro | Alice Canepa        | 7–6(3), 6–2   |
| 9.  | 21 Agosto 2005    | Bronx, EUA                     | Duro   | Camille Pin         | 3–6, 6–4, 6–4 |
| 10. | 11 Fevereiro 2007 | Pattaya City, Tailândia        | Duro   | Gisela Dulko        | 7–5, 3–6, 7–5 |
| 11  | 19 Julho 2009     | Praga, Rep. Tcheca             | Saibro | Francesca Schiavone | 7–6(4), 6–2   |